# دوان أوغدن
دوان أوغدن (بالإنجليزية: Doan Ogden)‏ هو مهندس المناظر الطبيعية ومهندس معماري أمريكي، ولد في 1908، وتوفي في 1989.